# Trypanaeus luteivestis
Trypanaeus luteivestis är en skalbaggsart som beskrevs av Sylvain Auguste de Marseul 1860. Trypanaeus luteivestis ingår i släktet Trypanaeus och familjen stumpbaggar. Inga underarter finns listade i Catalogue of Life.